# Электрический привод арматуры

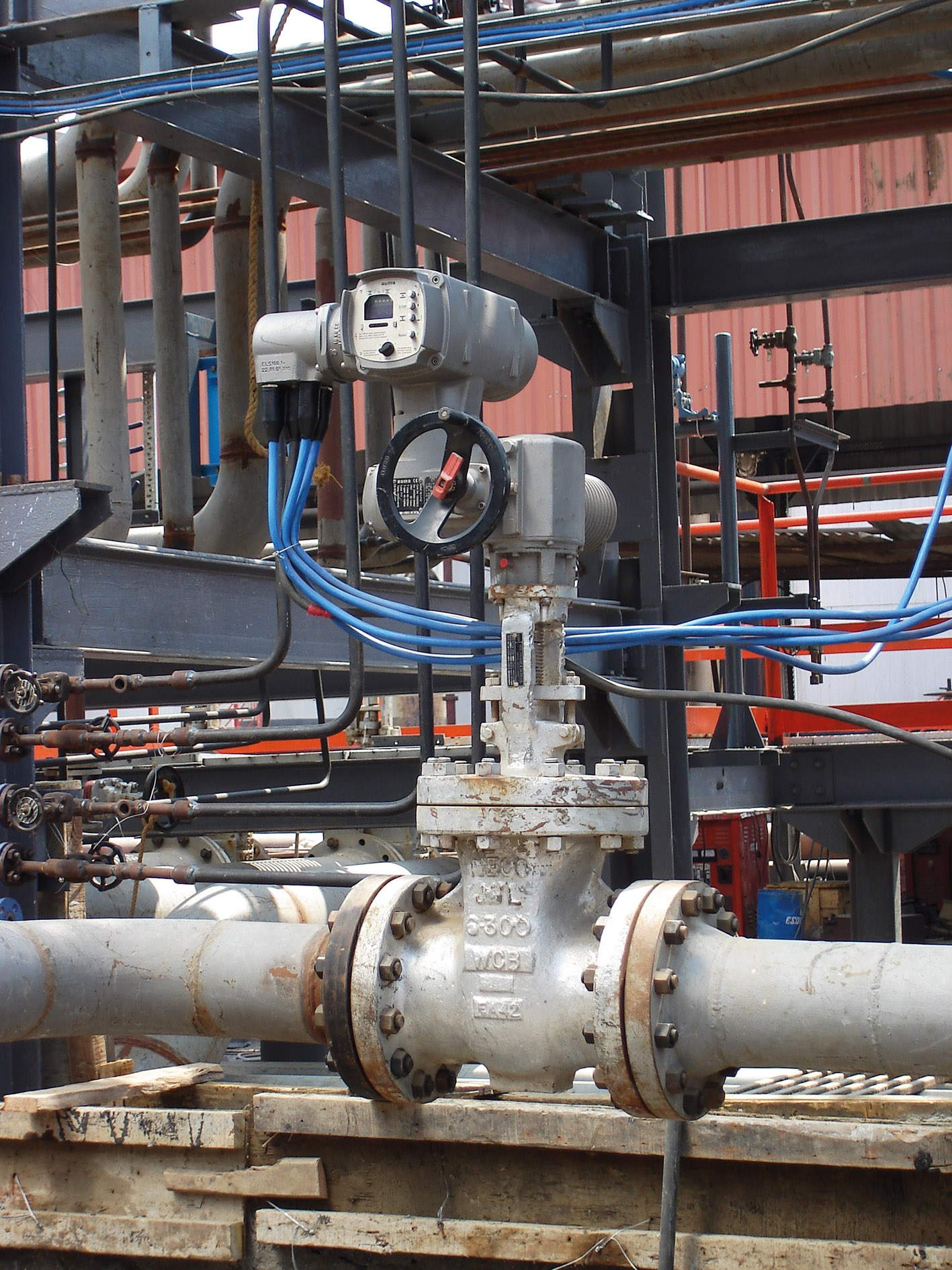
Арматура с электроприводом на нефтеперерабатывающем заводе

Электрический привод арматуры — это устройство, являющееся видом электрических приводов, служащее для механизации и автоматизации трубопроводной арматуры, и широко применяющееся во всех отраслях промышленности, играя важнейшую роль практически во всех технологических процессах. Чаще всего электропривода используются для дистанционного управления арматурой, её открытия и закрытия, постоянного регулирования, а также для диагностики и определения положения арматуры. Кроме электрических приводов, существуют пневматические, гидравлические и электромагнитные арматурные привода. Является исполнительным механизмом.

## Классификация

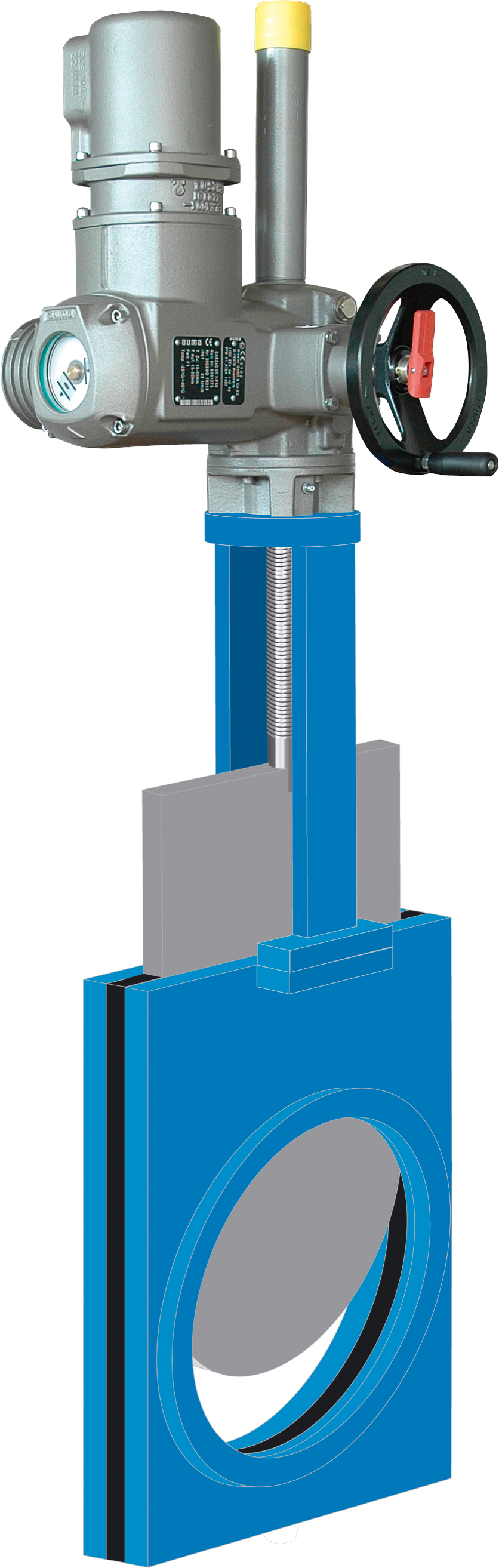
Электрический многооборотный привод на шиберной задвижке

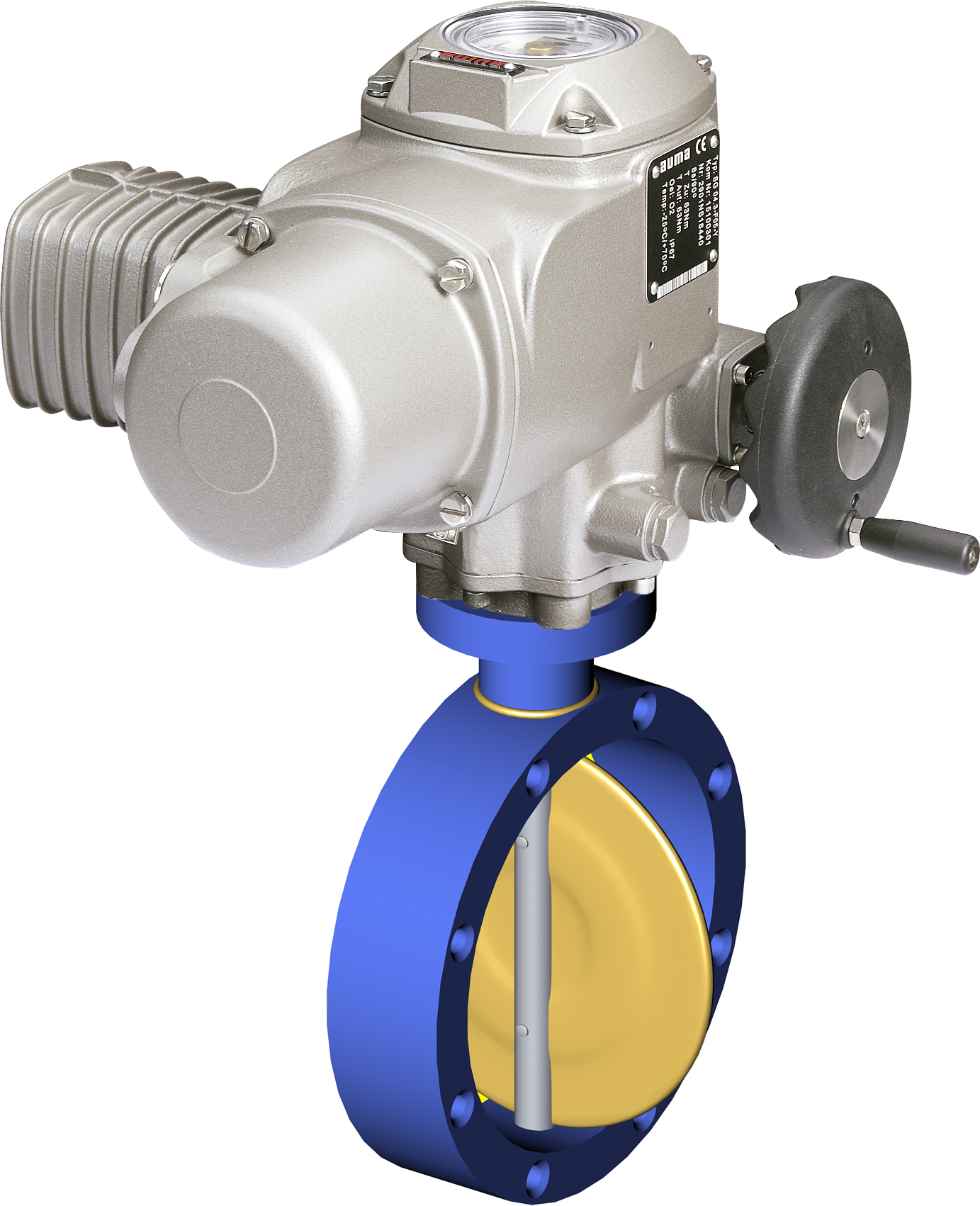
Электрический неполноповоротный привод на дисковом затворе

В зависимости от рода тока приводы изготовляются с двигателями переменного тока и, реже, с двигателями постоянного тока. Они могут содержать ограничительное силовое устройство или быть без него. По принципу действия этого устройства приводы подразделяются на фрикционные, фрикционно-кулачковые, электромеханические, электромагнитные, электрические, электронные.
По конструкции редуктора приводы делят на:
- червячные
- планетарные
- цилиндрические
- кулисно-винтовые
- сложные (состоящие из двух или более типов передач)

В зависимости от величины и вида перемещения выходного элемента различают приводы:
- многооборотные
- неполноповоротные
- прямоходные[1]

## Устройство

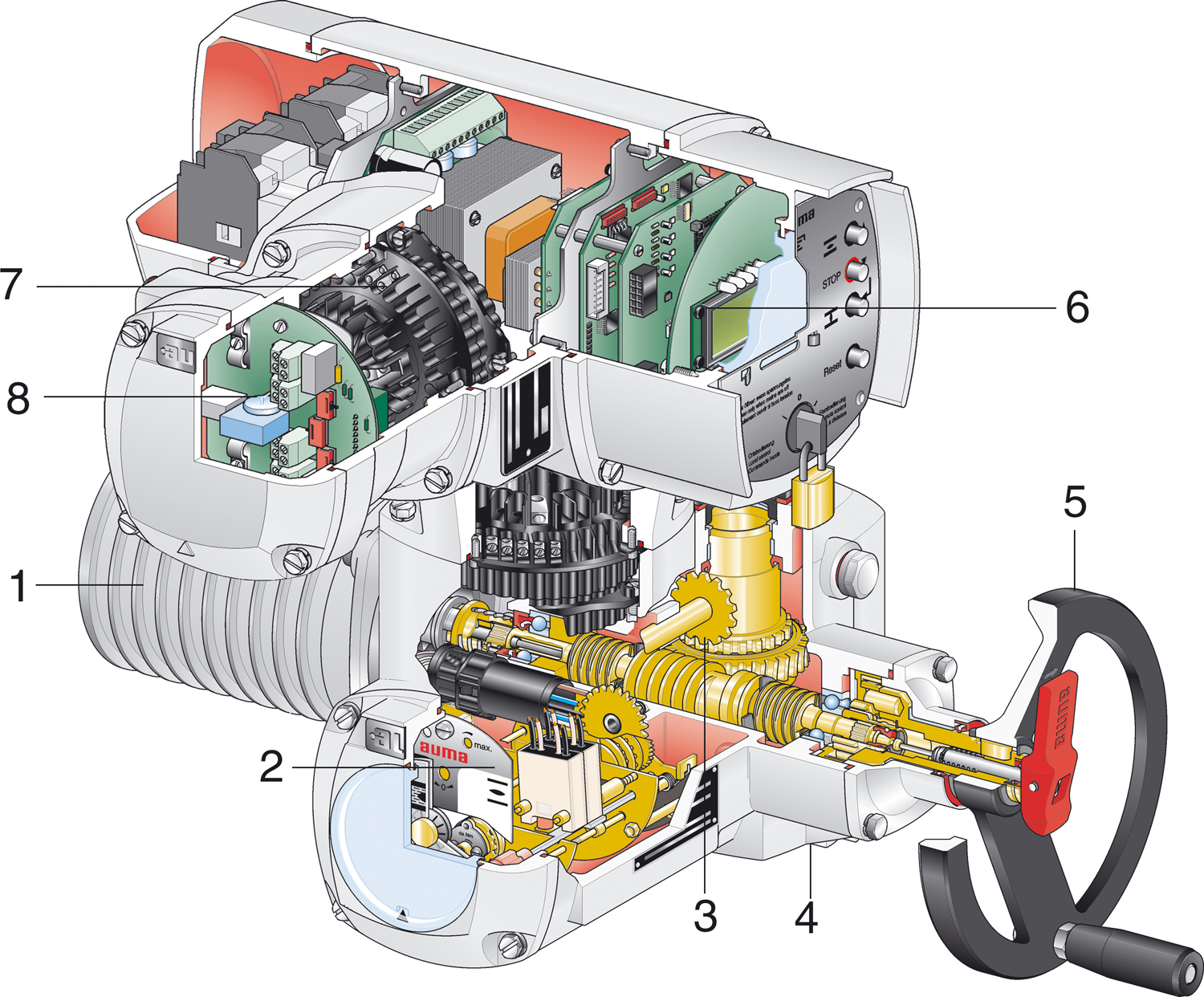
Разрез электрического привода арматуры.

### Электродвигатель(1)
Источник движения. Чаще всего в приводах используются двигатели переменного тока.

### Силовое ограничительное устройство и путевые выключатели (2)
Первое предназначено для предупреждения поломки или перегрузки арматуры. Иногда сочетается с тормозным (депфирующим) устройством, для исключения влияния на арматуру инерции движущихся деталей. Путевые выключатели служат для сигнализации положения рабочего органа, отключения двигателя от источника энергии, блокировки работы двигателя с работой других механизмов.

### Редуктор(3)
Служит для преобразования вида и скорости движения выходного элемента двигателя в соответствии с назначением управляемой арматуры.

### Крепление к арматуре (4)
Обычно состоит из фланцевого соединения, жестко скрепляющего корпуса привода и арматуры, и муфты, соединяющей валы привода и арматуры.

### Ручной дублер (5)
Необходим для управления арматурой при наладочных работах, а также при отсутствии энергии для двигателя. Снабжается переключателем в ручное положение для исключения травмирования обслуживающего персонала, если во время ручного управления привод будет подключен к сети.

### Указатель положения и датчики привода (6)
Указатель положения предназначен для местного указания степени открытия арматуры в любой момент времени. Датчик положения рабочего органа используется на запорной арматуре для дистанционного указания степени открытия арматуры в данный момент времени, на регулирующей — как элемент обратной связи (по положению регулирующего органа арматуры).

### Электрические соединения (7)
К ним подключаются кабель питания арматуры и кабель, по которому поступают сигналы от устройств и датчиков арматуры.

### Подключениепромышленной сети(8)
Многие современные приводы снабжаются входами для коннекторов промышленных сетей, что играет важную роль для предприятий с развитой АСУ ТП.

## Достоинства и недостатки

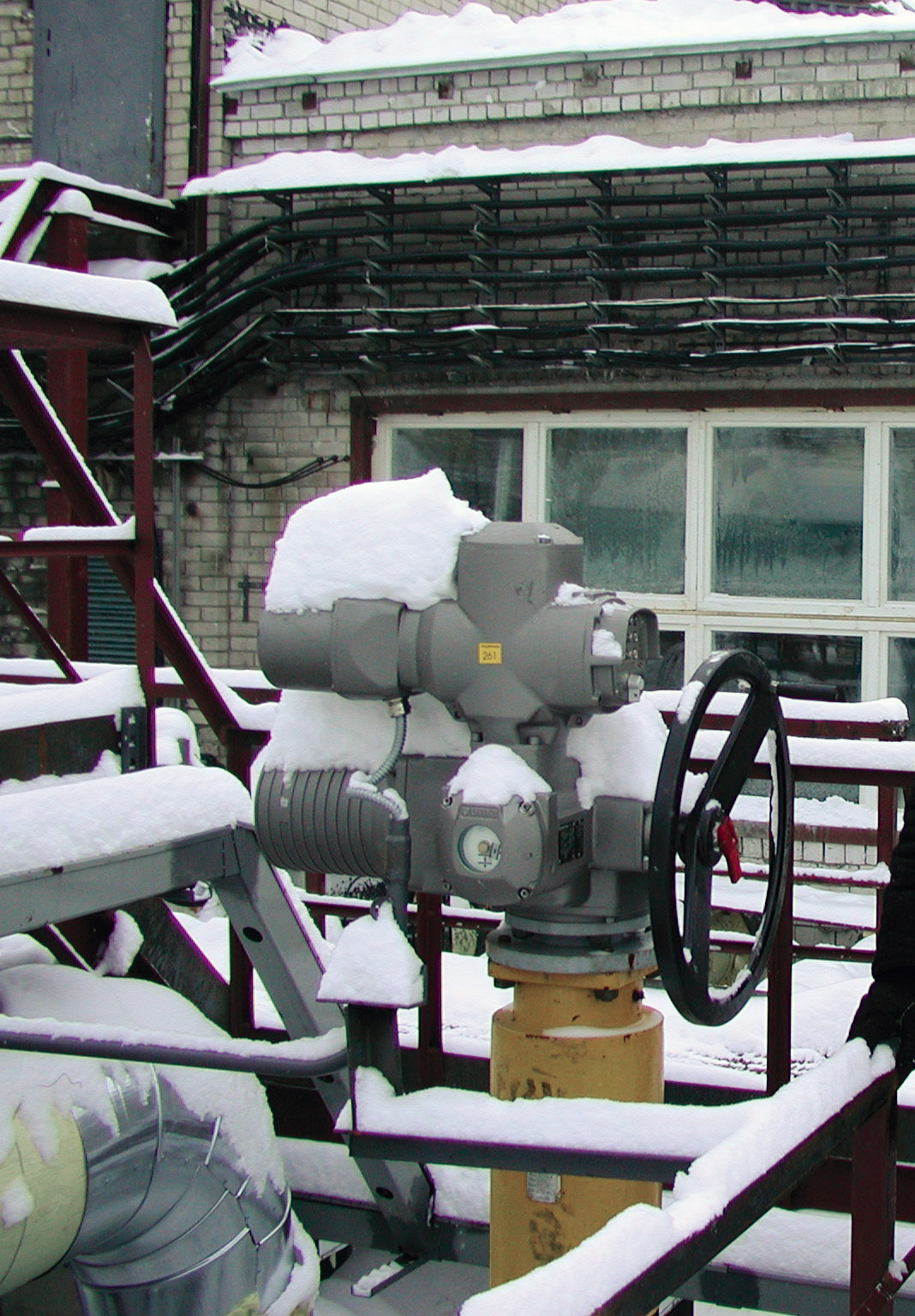
Электроприводы рассчитаны на различные перепады температур

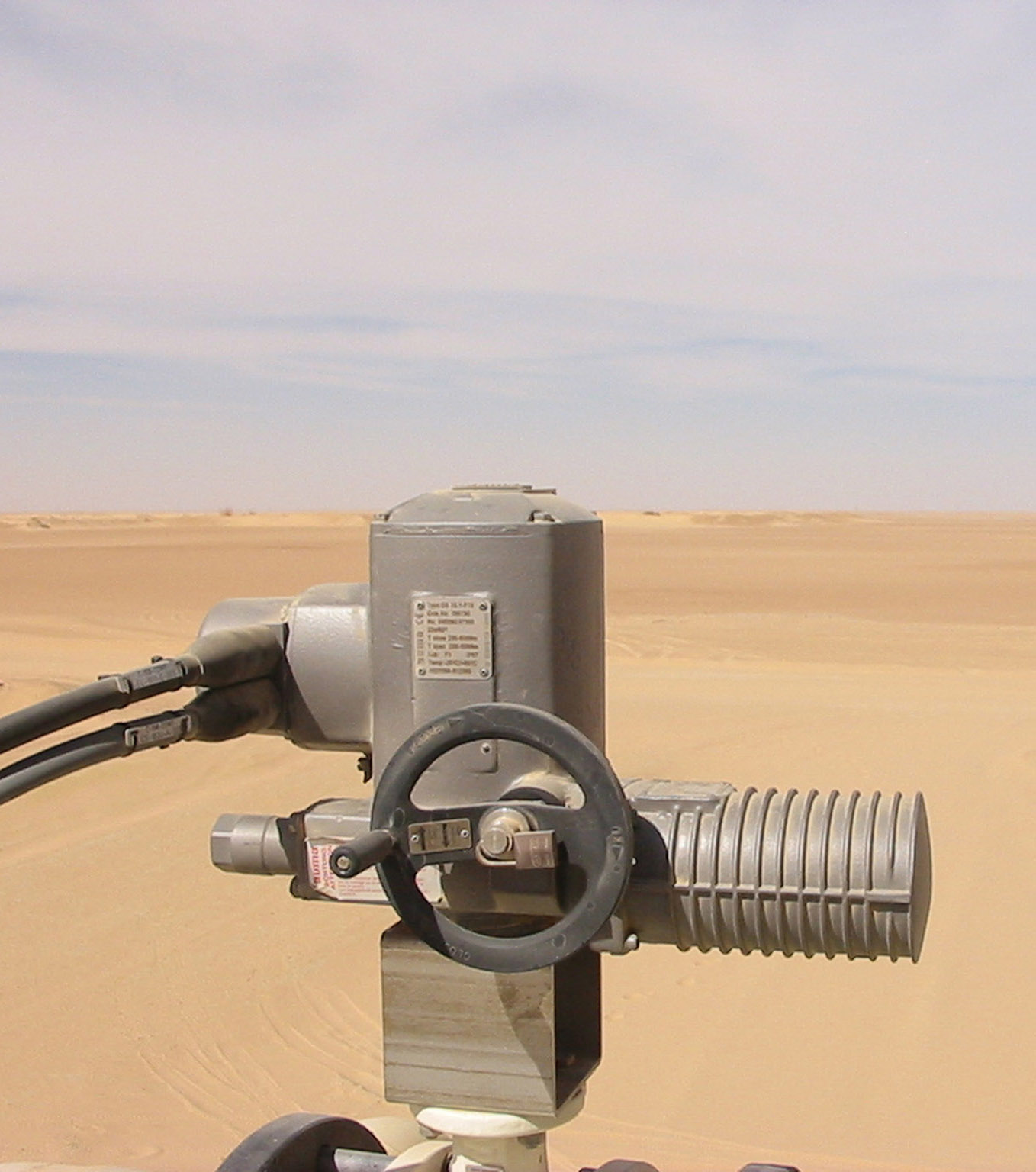
…и пески Сахары

### Достоинства
Широкое применение электропривода для управления арматурой объясняется рядом его достоинств и преимуществ по сравнению с другими видами приводов:
- он может обеспечить централизованное управление любыми типами и классами арматуры;
- не требуется внутренний подогрев при температурах окружающей среды до −50С и до −60С;
- способен обслуживать арматуру разных размеров условного прохода, от минимального до максимального;
- к электроприводу требуется подвод только одного вида питания, а при монтаже схемы управления приводом имеется мало вынесенных и при этом несложных электрических соединений;
- в отличие от большинства других приводов он может монтироваться не только непосредственно на арматуре, но и на расстоянии от неё;
- может быть снятым с действующей арматуры (для ремонта), не создавая опасности самопроизвольного изменения положения рабочего органа;
- возможно его использование для механизации действующей арматуры, снабженной маховиком ручного управления, без переделки последней;
- при наличии встроенного блока суперконденсаторов, привод может возвращаться в крайние положения «нормально закрыто» или «нормально открыто»
- может использоваться для постоянного регулирования трубопроводной арматуры
- электросеть свободна от недостатков, свойственных другим сетям (засорение, обмерзание и т. д.).

Не существует других приводов, использующих один вид энергии, которые были бы в состоянии обеспечить местную и дистанционную сигнализацию как крайних положений рабочего органа арматуры, так и промежуточных; подачу сигнала на пульт в случае заедания подвижных частей арматуры или попадания посторонних предметов в её полости; блокировку работы арматуры; остановку рабочего органа арматуры в промежуточном положении без опасности его самопроизвольного перемещения.

### Недостатки
Электрические приводы имеют и ряд недостатков:
- детали электроприводов подвержены износу в большей степени, чем детали некоторых других, поэтому они нуждаются в регулярном обслуживании, уходе;
- контакты привода являются источниками радиопомех;

Не рекомендуется использовать электропривод для управления быстродействующей (отсечной) арматурой, что связано с трудностью уменьшения влияния на арматуру инерционных масс привода. Нецелесообразно применение электропривода в случаях, когда его питание должно осуществляться от автономного источника энергии (наиболее целесообразная форма хранения энергии — сжатый воздух). Не используется электропривод для работы на объектах особой взрывоопасности.